# París-Roubaix 2005
La París-Roubaix 2005 fue la 103.ª edición de esta carrera ciclista que tuvo lugar el 10 de abril de 2005 sobre una distancia de 259 km.
Una semana después del Tour de Flandes, Tom Boonen ganó la carrera superando al sprint a los otros dos escapados: George Hincapie y Juan Antonio Flecha. Así, el corredor belga se colocó a la cabeza de la clasificación del UCI ProTour 2005. Magnus Bäckstedt, que fue el vencedor del año anterior, finalizó cuarto.
Como curiosidad, fue suprimido el famoso sector de pavé Trouée d'Arenberg del recorrido debido a su pésimo estado. El año siguiente, sin embargo, se recuperó para la carrera.

## Equipos participantes
Tomaron parte en la carrera 24 equipos: todos los de categoría UCI ProTour (al ser obligada su participación); más los de categoría Profesional Continental (mediante invitación de la organización) del Ag2r Prevoyance, Landbouwkrediet-Colnago, Agritubel, Mr Bookmaker.com-SportsTech y R.A.G.T. Semences. Los equipos participantes fueron:
| N.      | Código UCI | Equipo                             |
| ------- | ---------- | ---------------------------------- |
| 1-8     | LIQ        | Liquigas-Bianchi                   |
| 11-18   | FAS        | Fassa Bortolo                      |
| 21-28   | DVL        | Davitamo Lotto                     |
| 31-38   | TMO        | T-Mobile Team                      |
| 41-48   | CSC        | Team CSC                           |
| 51-58   | RAB        | Rabobank                           |
| 61-68   | PHO        | Phonak Hearing Systems             |
| 71-78   | DSC        | Discovery Channel Pro Cycling Team |
| 81-88   | SDV        | Saunier Duval-Prodir               |
| 91-98   | QST        | Quick Step                         |
| 101-108 | GST        | Gerolsteiner                       |
| 111-118 | C.A        | Crédit Agricole                    |
| 121-128 | FDJ        | Française des Jeux                 |

| N.      | Código UCI | Equipo                           |
| ------- | ---------- | -------------------------------- |
| 131-138 | LSW        | Liberty Seguros-Würth            |
| 141-148 | LAM        | Lampre-Caffita                   |
| 151-158 | COF        | Cofidis, Le Crédit par Téléphone |
| 161-168 | EUS        | Euskaltel-Euskadi                |
| 171-178 | BTL        | Bouygues Telecom                 |
| 181-188 | SDM        | Domina Vacanze                   |
| 191-198 | IBA        | Illes Balears-Caisse d'Epargne   |
| 201-208 | A2R        | Ag2r Prevoyance                  |
| 211-218 | LAN        | Landbouwkrediet-Colnago          |
| 221-228 | AGR        | Agritubel                        |
| 231-238 | MRB        | Mr Bookmaker.com-SportsTech      |
| 241-248 | RAG        | R.A.G.T. Semences                |

## Clasificación final
| Posición | Ciclista            | Equipo                           | Tiempo     |
| -------- | ------------------- | -------------------------------- | ---------- |
| 1.       | Tom Boonen          | Quick Step-Innergetic            | 6h 27' 31" |
| 2.       | George Hincapie     | Discovery Channel                | m.t.       |
| 3.       | Juan Antonio Flecha | Fassa Bortolo                    | m.t.       |
| 4.       | Magnus Bäckstedt    | Liquigas-Bianchi                 | + 1' 09"   |
| 5.       | Lars Michaelsen     | CSC                              | + 2' 43"   |
| 6.       | Léon van Bon        | Davitamon-Lotto                  | + 3' 45"   |
| 7.       | Florent Brard       | Agritubel                        | + 3' 46"   |
| 8.       | Fabian Cancellara   | Fassa Bortolo                    | m.t.       |
| 9.       | Thor Hushovd        | Crédit Agricole                  | m.t.       |
| 10.      | Arnaud Coyot        | Cofidis, Le Crédit par Téléphone | m.t.       |